# Архиепархия Куябы
 Архиепархия Куябы  (лат. Archidioecesis Cuiabensis) — архиепархия Римско-Католической церкви с центром в городе Куяба, Бразилия. В митрополию Куябы входят епархии Барра-ду-Гарсаса, Диамантину, Жуины, Примавера-ду-Лести — Паранатинги, Рондонополиса — Гиратинги, Сан-Луис-ди-Касериса, Синопа, территориальная прелатура Сан-Фелиса. Кафедральным собором архиепархии Куябы является церковь Милосердного Иисуса.

## История
6 декабря 1745 года Римский папа Бенедикт XIV выпустил бреве Candor lucis aeternae, которым учредил территориальную прелатуру Куябы, выделив её из архиепархии Рио-де-Жанейро. В этот же день территориальная прелатура Куябы вошла в митрополию Рио-де-Жанейро. Юрисдикция территориальной прелатуры Куябы распространялась штатов Мату-Гросу, Мату-Гросу-ду-Сул и Рондония.
Первый ординарий территориальной прелатуры Куябы был назначен только в 1782 году. В 1788 году кафедра территориальной прелатуры Куябы была переведена в город Гояс.
15 июля 1826 года Римский папа Лев XII выпустил буллу Sollicita Catholici Gregis Cura, которой преобразовал территориальную прелатуру Куябы в епархию.
5 апреля 1910 года епархию Куябы передала часть своей территории в пользу возведения новых епархий Корумбы и Сан-Луис-ди-Касериса. В этот же день Римский папа Пий X выпустил буллу Novas constituere, которой возвёл епархию Куябы в ранг архиепархии.
12 мая 1914 года, 22 марта 1929 года и 13 июля 1940 года архиепархия Куябы передала часть своей территории в пользу возведения новых епархий Регистру-ду-Арагуайя, Диамантину и Чапады (сегодня — Епархия Рондонополиса — Гиратинги).

## Ординарии архиепархии
- - Sede vacante (1745 — 1782);
- епископ José Nicolau de Azevedo Coutinho Gentil (23.01.1782 — 7.03.1788);
  - Sede vacante (1788 — 1804);
- епископ Luiz de Castro Pereira (29.10.1804 — 1.08.1822);
- епископ José Maria Macerata (1823 — 1831);
- епископ José Antônio dos Reis (2.07.1832 — 11.10.1876);
- архиепископ Carlos Luiz d’Amour (21.09.1877 — 9.07.1921);
- архиепископ Francisco de Aquino Correa (26.08.1921 — 22.03.1956);
- архиепископ Orlando Chaves (18.12.1956 — 15.08.1981);
- епископ Bonifácio Piccinini (15.08.1981 — 9.06.2004);
- епископ Mílton Antônio dos Santos (9.06.2004 — по настоящее время).

## Источник
- Annuario Pontificio, Libreria Editrice Vaticana, Città del Vaticano, 2003, ISBN 88-209-7422-3
- Бреве Candor lucis aeternae, Raffaele de Martinis, Iuris pontificii de propaganda fide. Pars prima, Tomo III, Romae 1890, p. 304  (лат.)
- Булла Sollicita Catholici gregis, Bullarii romani continuatio, Tomo XVI, Romae 1854, pp. 462—465 Архивная копия от 14 декабря 2014 на Wayback Machine  (лат.)